# マーティン・ピータース
マーティン・スタンフォード・ピータース MBE（Martin Stanford Peters MBE, 1943年11月8日 - 2019年12月21日）は、ロンドン・ニューアム区・プレイストー出身の元サッカー選手。ポジションはミッドフィールダー。サッカーイングランド代表史上唯一の優勝である1966 FIFAワールドカップの優勝メンバーである。

## クラブ経歴
1959年に15歳でウェストハム・ユナイテッドFCに加入、1960年にプロ契約を結ぶ。1962年、ロン・グリーンウッド監督の下でリーグ戦デビューを果たす。1963-64シーズンにレギュラーの地位を掴み、リーグ32試合に出場する。そのシーズンにチームはFAカップで優勝したが自身の出番は無かった。翌1964-65シーズンのUEFAカップウィナーズカップではウェストハムの優勝に貢献した。1965-66シーズンにチームはリーグカップ決勝に進出するが、ウェスト・ブロムウィッチ・アルビオンFCに敗れた。1968-69シーズンにキャリアハイとなるリーグ戦19ゴール、公式戦24ゴールを記録。自身初のハットトリックも記録した。
1970年3月にトッテナム・ホットスパーFCへと20万ポンドという記録的な移籍金で移籍した(代わりにジミー・グリーブスがウェストハムへと5万ポンドで移籍しているため、実質の移籍金は15万ポンドだった。)。トッテナムではビル・ニコルソンの下で、1971年、1973年のリーグカップ2度の優勝や1971-72シーズンのUEFAカップ優勝に貢献。1973-74シーズンのUEFAカップでも決勝進出に貢献した。
1975年3月にノリッジ・シティFCへと4万ポンドで移籍した。ノリッジではチームが1部リーグに定着するのを助けた。1978年に大英帝国勲章を叙勲。また、1979年にオーストラリアのフランクストン・シティというチームでゲストプレイヤーとして5試合に出場し、3ゴールを記録した。この5試合でチームは4勝(1分)した。
1980年にシェフィールド・ユナイテッドFCに移籍。1981年1月、チームの監督が病気でチームの指揮が出来ない状況に陥った時に現役を引退し、そのままチームの監督に就任した。しかしチームを立て直すことができず、シェフィールド・ユナイテッドはクラブ史上初の4部リーグに降格した。
およそ20年間のキャリアで大きな怪我をすることも無く、通算882試合に出場。220ゴールを記録した。

## 代表経歴
アルフ・ラムゼイの下で1966年5月にサッカーイングランド代表で初キャップを記録。ウェストハム・ユナイテッドFCでチームメイトのボビー・ムーア、ジェフ・ハーストと共に1966 FIFAワールドカップのメンバーに選ばれた。
1966年のワールドカップ本戦では初戦の0-0で引き分けたウルグアイ代表戦では出場しなかったが、その試合後にラムゼイが従来の戦術から、ウイングを外し中盤の運動量を重視した4-4-2システム（ウイングレス・システム）に変更すると第2戦から起用されスタメンに定着。チームは勝ち進み、決勝に進出した。決勝の西ドイツ代表戦では78分に一時勝ち越しとなるゴールを決め、優勝に貢献した。
UEFA欧州選手権1968の代表メンバーにも選ばれるとチームの3位に貢献した。
1970 FIFAワールドカップの代表メンバーにも選ばれると準々決勝の西ドイツ戦で4年前と同じくゴールを決めた。チームは自身のゴールとアラン・マレリーのゴールによって後半途中までリードしていたが結局延長戦の末3-2で敗れ、連覇を逃した。
1972年のUEFA欧州選手権1972、1974年の1974 FIFAワールドカップでは代表が予選で敗退し出場出来なかった。

## 引退後
2006年にウェストハム・ユナイテッドFC時代の指揮官であるロン・グリーンウッドと共にイングランドサッカー殿堂入りを果たした。
2016年にアルツハイマー病にかかっていることが判明した。
2019年12月21日、76歳で死去。

## タイトル
ウェストハム
- FAカップ:1963-64
- UEFAカップウィナーズカップ:1964-1965

トッテナム
- リーグカップ:1970-71,1972-73
- UEFAカップ:1971-72
- アングロ＝イタリアン・リーグカップ:1971

イングランド代表
- FIFAワールドカップ:1966

個人
- 大英帝国勲章:1978
- イングランドサッカー殿堂:2006